# 沙嶺超級殯葬城

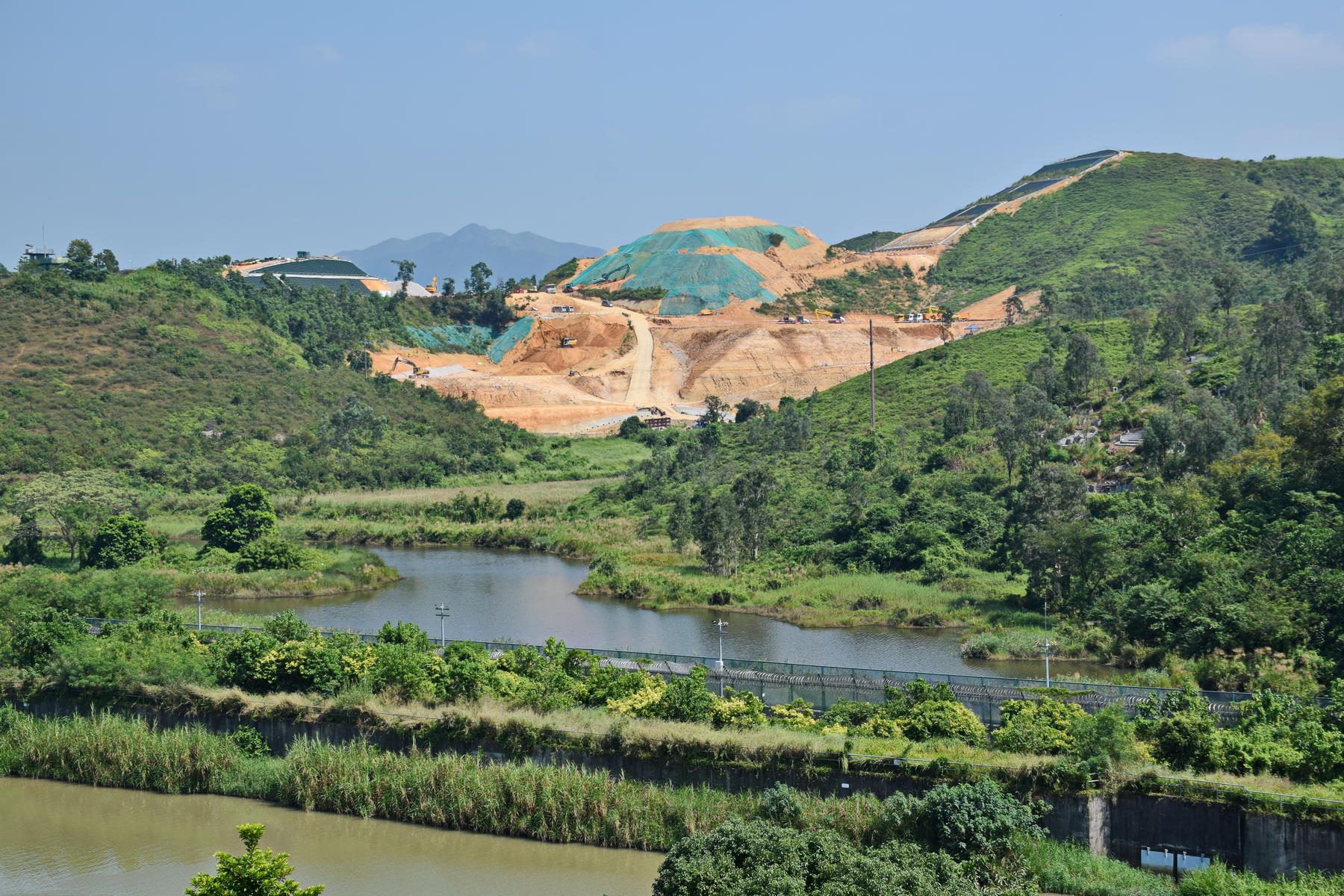
沙嶺超級殯葬城建築地盤（2019年）

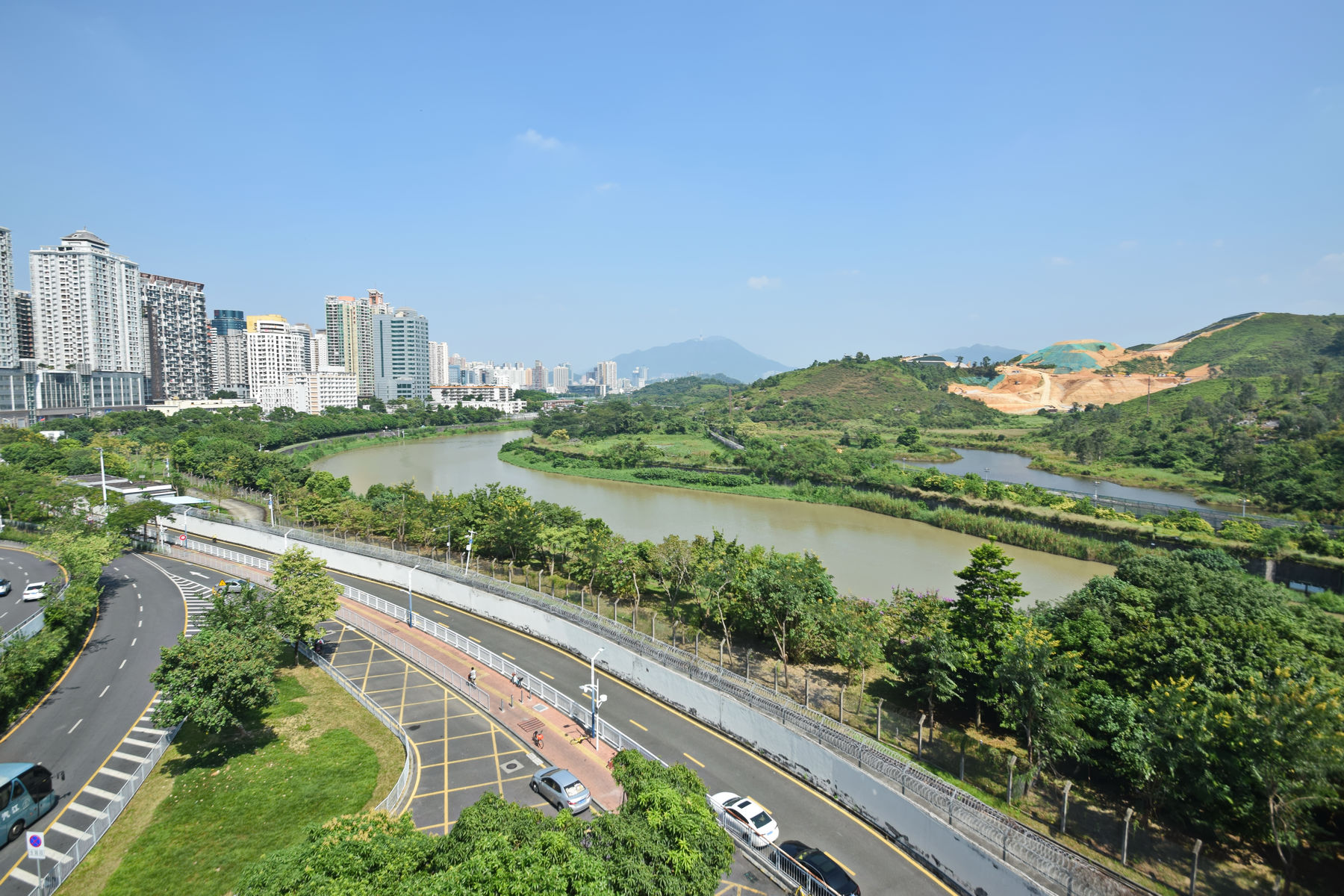
沙嶺超級殯葬城建築地盤（圖右）與深圳市區僅一河之隔。

沙嶺超級殯葬城（英語：Sandy Ridge Super Cemetery City）為香港食物及衛生局提議於香港邊境禁區文錦渡沙嶺興建的一座超級殯葬城，提供香港首座包括殯儀館、火葬場及骨灰龕等一條龍公眾殯儀及火葬設施的服務。目前正在處於可行性研究階段，若果所有程序順利，預計沙嶺超級殯葬城於2022年落成，分階段提供逾200,000個骨灰龕數目、每年可以提供17,800個火化時段的火葬服務，成為香港未來的主要殯儀及火葬場所。
目前該項目地盤已宣佈改劃作創科及相關用途。

## 設施
- 一幢有30座禮堂的殯儀館。
- 一幢有10座火化爐的火葬場。
- 可以提供200,000個骨灰龕的骨灰龕場所。

## 歷史

### 沿革
由於香港的火葬場所及骨灰龕數目供不應求，加上香港人口不斷增加，而且人口老化情況持續，為了紓緩問題，香港政府提議在鄰近港鐵羅湖站的沙嶺墳場未發展部分闢建超級殯葬城，提供香港首座包括殯儀館、火葬場及骨灰龕等一條龍公眾殯儀及火葬設施的服務。
由於沙嶺超級殯葬城所擬定的座落位置比較上偏遠，香港政府將會興建道路及改善上水部分道路，並且興建連接至港鐵羅湖站至沙嶺超級殯葬城的行人通道，方便公眾前往。食物環境衛生署助理署長（行動）朱蘭英在諮詢北區區議會對計劃的意見時稱，除了上述計劃外，亦計劃於文錦渡路一帶安排接駁巴士接載掃墓公眾往來。負責計劃的食物及衞生局已經委託土木工程拓展署及其顧問就於沙嶺墳場興建超級殯葬城進行可行性研究，包括交通、運輸、排水及排污等初步技術研究，於2012年第三季完成。至2013年年初，食物及衞生局向香港立法會申請撥款，於該年第三季展開詳細設計，預料最早於2022年完成興建。
2013年1月9日，立法會工務小組委員會討論在新界北沙嶺興建骨灰龕及火葬場，獲得議員普遍支持，並且同意向財務委員會建議撥款逾6,600萬港元進行上述計劃的土地平整工程。
2013年2月，根據工程項目簡介顯示，工地範圍附近存有22個具保育價值及濕地雀鳥品種，包括獲得《中國瀕危動物紅皮書》列為易危物種的銀腳帶等，周圍用地則有近90個生態物種，包括兩個未被鑑別的蝙蝠品種及45個蝴蝶和蜻蜓品種等。此外，有關部門表示春秋二祭時人流及車流流量激增將會對周邊的生境及自然保育區造成負面影響，施工期間亦會需要清理工地，造成林地消失、可能需要遷移5個氏族祖墳，而且可能對毗鄰的二級歷史建築──南坑麥景陶碉堡，造成沉降現象。為了紓解工程對生態的影響，有關部門將會進行相關的環境緩解措施及詳細評估對文化遺產的影響，包括補償林地種植、遷移祖墳前會作出繪圖及攝影記錄、訂立震動限制以監察沉降等，甚至在項目設計時修改工地邊界。工程詳細設計預計於同年年中展開，最快於2022年完成基礎建設工程。
2017年10月20日，立法會財委會批准撥款18.5億元，於羅湖口岸附近的沙嶺興建前期工程，包括平整1.8公頃土地、擴闊沙嶺道及蓮麻坑路等，以備日後興建一座有「超級殯葬城」之稱的大型骨灰龕安置所，預料工程最快2021年第二季竣工，工程最快年底開始，包括平整約1.8公頃土地供建骨灰安置所及上落客區；分別擴闊現有的沙嶺道及蓮麻坑路的行車道至7 .3米闊，以及兩邊2米的行人路；以及進行道路、水務、排污、土力及環境美化等基建工程。工程將耗25.7億元，但未包括興建一座能夠提供約20萬個龕位的沙嶺墳場。
2021年10月6日，時任香港行政長官林鄭月娥在施政報告記者會上表示，殯葬城將會取消興建殯儀館及火葬場，只保留靈灰安置所，原因為現時殯儀館設施已經足夠，而火葬場設施則會利用科技於和合石加建以滿足需求。

### 引發深圳方面反對
由於工程所在用地位處深港邊境，鄰近羅湖商業區，當土地平整工程開展後，深圳方面對墳場建設出現反對意見。

### 項目擱置
2023年10月25日，時任香港行政長官李家超於施政報告內宣佈，由於未來公眾骨灰龕位將有足夠供應，原定的兩公頃土地將改作創科及相關用途。

## 鄰近場所
- 深圳河
- 羅湖口岸
- 港鐵羅湖站